# Hideya Matsumoto
Pour les articles homonymes, voir Matsumoto.
Hideya Matsumoto est un mathématicien japonais qui travaille sur les groupes algébriques. Il a démontré un théorème portant son nom (en) sur les groupes de Coxeter et un autre qui calcule le deuxième groupe de K-théorie algébrique d'un corps.

## Publications
- Analyse harmonique dans les systèmes de Tits bornologiques de type affine, Springer, coll. « Lecture Notes in Mathematics » (no 590), 1977 (ISBN 978-0-387-08249-3)
- « Analyse harmonique dans certains systèmes de Coxeter et de Tits », dans Pierre Eymard, Jacques Faraut, Gérard Schiffmann et Reiji Takahashi, Analyse harmonique sur les groupes de Lie, Springer, coll. « Lecture Notes in Mathematics » (no 497), 1975 (ISBN 978-0-38707537-2), p. 257-276 DOI 10.1007/BFb0078020